# Sambaquì

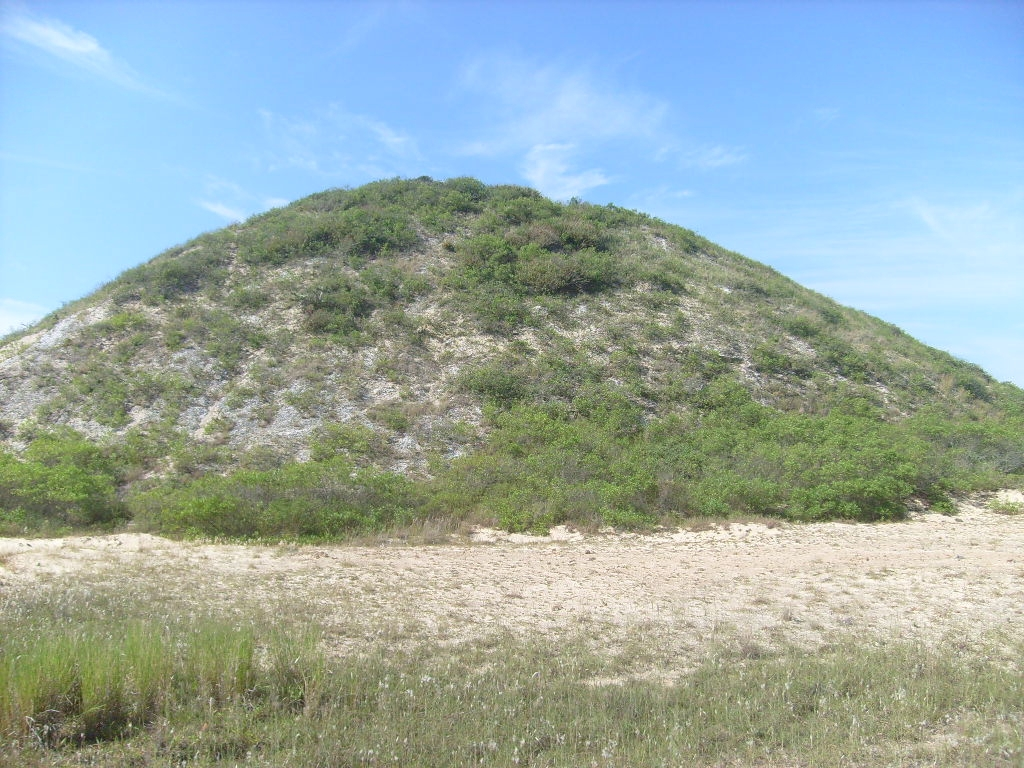
Sambaqui Figueirinha I, alto circa 18 metri

Sambaqui, cernambi, sarnambi, mina de cernambi, mina, banco, casqueiro, concheira, ostreira, samauqui, berbigueira, caieira, caleira e altri. Sono i vari nomi con cui si definiscono dei depositi costruiti dall'uomo, costituiti da materiale organico e calcare che, ammonticchiati nel corso del tempo, soffrono l'azione delle intemperie. In pratica, vanno incontro a una fossilizzazione chimica, poiché la pioggia agisce deformando la struttura dei Molluschi e delle ossa abbandonate, diffondendo il calcio in tutta la struttura e pietrificando i detriti e le ossa che si trovano accumulati. Alcuni gruppi indigeni li utilizzavano come santuario, seppellendo lì i loro morti. Altri, li sceglievano come luoghi particolari dove costruire le proprie malocas, cioè le case comunitarie.
I sambaquì sono oggetto di molti studi. Le ricerche sul loro contenuto può fornire informazioni sulla vita delle prime popolazioni dell'attuale territorio brasiliano, come la loro alimentazione, la fauna e la flora dell'epoca. Gli escrementi umani fossilizzati possono rivelare per esempio le malattie di cui soffrivano le popolazioni di quel periodo.
Sono più comuni lungo il litorale Atlantico, mentre si trovano ben più raramente lungo la costa pacifica, ma sono noti esempi anche in Europa settentrionale (Danimarca). La forma varia da conica a semi-sferica, l'altezza può variare da meno di metro fino ai 25 e oltre, e possono variare parecchio anche in estensione longitudinale.

## Etimologia
Il termine sambaquì viene dalla parola tupi tãba'ki. Cernambi e sarnambi sono ugualmente vocaboli originari della lingua tupi.

### Denominazione in italiano e in altre lingue
In italiano si usa il termine brasiliano, ma in Portogallo sono noti come concheiros, in inglese come shell-mounds e spesso viene usato il nome danese kjøkkenmodding. In America Latina e Spagna si usa il termine conchero.

## Brasile

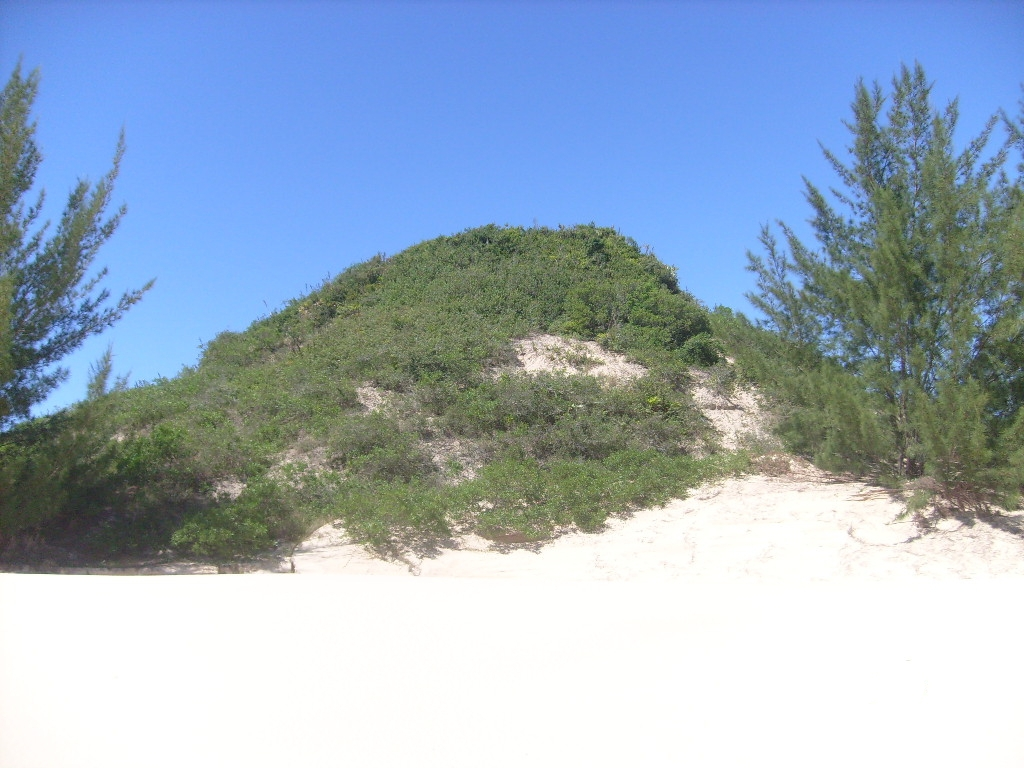
Sambaqui Figueirinha II.

In Brasile, i sambaqui sono distribuiti lungo tutta la costa, e hanno attirato l'attenzione degli europei fin dall'inizio della colonizzazione nel secolo XVI. La differenza dei costui alimentari e culturali portò alla considerazione che fossero opera di una società distinta da quella dei Tupi-guarani, che a quell'epoca popolavano tutta la regione costiera del paese. Studi recenti hanno portato alla conclusione che i sambaqui siano vestigia di popoli che vissero lungo la costa brasiliana tra 2.000 e 8.000 anni fa.
Alcuni di questi raggiungono i 30 metri di altezza e 440 di lunghezza. Nel secolo XVI, le conchiglie di uno di questi cumuli furono macinate e utilizzate come calce per la costruzione del palazzo del Governatore, di parte del Collegio di Bahia, di centri di raccolta della canna da zucchero e altri edifici.
Il Sambaqui Garopaba do Sul (nello stato brasiliano di Santa Catarina) è il maggior deposito di conchiglie del mondo, con 3 metri di altezza, 200 metri di diametro e 3.700 anni di vita). 
Il Sambaqui di Cananéia, localizzato nell'isola di Cardoso, lungo il litorale dello stato di San Paolo, è uno dei più antichi del Brasile, con circa 8.000 anni.

### Caratteristiche

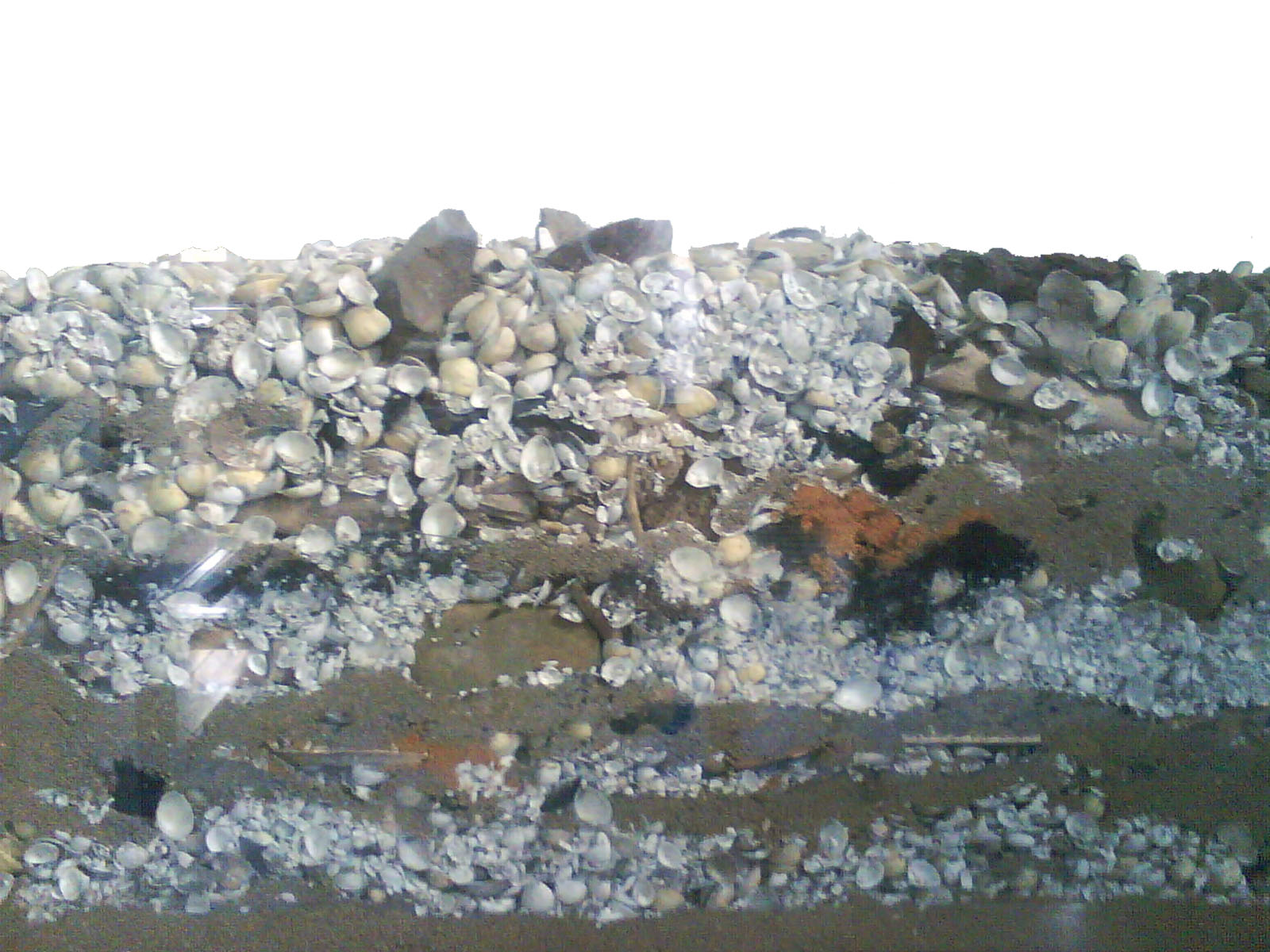
Esempio di stratificazione in un sambaqui del litorale catarinense, in Brasile.

I sambaquì predominano nelle regioni costiere come baie, insenature, dune costiere, isole prossime alla costa o estuari, come lungo il litorale di Santa Catarina, la baia di Guanabara, la baia di Todos os Santos e la regione di São Vicente, nel litorale paulista. Dato che costituivano una fonte facile e abbondante di materiale calcareo per la costruzione, molte di queste aree sono servite come base per i primi insediamenti europei, portando alla distruzione di molti di questi siti archeologici. In Brasile, i sambaqui sono distribuiti lungo tutta la costa, e hanno attirato l'attenzione degli europei fin dall'inizio della colonizzazione nel secolo XVI. La differenza dei costumi alimentari e culturali portò alla considerazione che fossero opera di una società distinta da quella dei Tupi-guarani, che a quell'epoca popolavano tutta la regione costiera del paese. Studi recenti hanno portato alla conclusione che i sambaqui siano vestigia di popoli che vissero lungo la costa brasiliana tra 2.000 e 8.000 anni fa.
Ogni comunità costruiva i propri sambaquì per finalità specifiche, come la demarcazione del territorio, la costruzione di punti elevati di osservazione, monumenti funebri etc, utilizzando materiali differenti.
I gruppi che costruivano i sambaquì si alimentavano con molluschi, frutti selvatici e piccoli animali. Le analisi chimiche rivelano che nella loro dieta abbondava anche il pesce, il che permette di concludere che, malgrado rappresentassero una cultura tipicamente di pescatori-raccoglitori, avrebbero potuto anche condurre una vita sedentaria. Questi popoli avevano l'abitudine di accumulare i resti dell'alimentazione, trasformandoli spesso in adorni per il corpo o artefatti rotti o interi che conservavano intorno alla propria abitazione. Un altro costume comune era quello di seppellire i morti nel sambaquì.

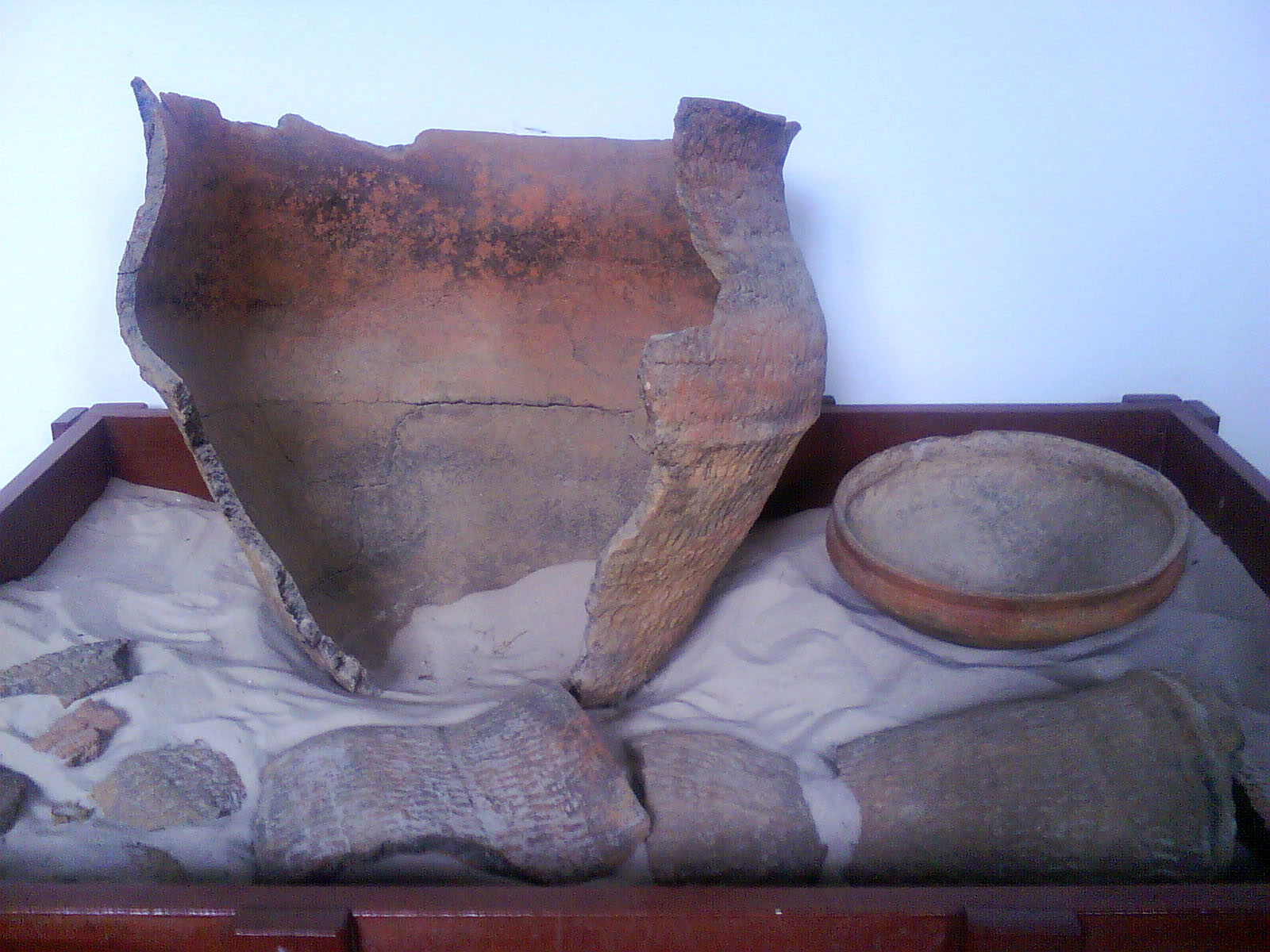
Frammenti di terracotta rinvenuti nel sambaquì di Jaboticabeira.

## Portogallo
- Concheiros de Muge (concheiro Cabeço da Arruda; Moita do Sebastião e Cabeço da Amoreira);
- Concheiros di Sado;
- Concheiros dell'Algarve.

## Stati uniti e Canada

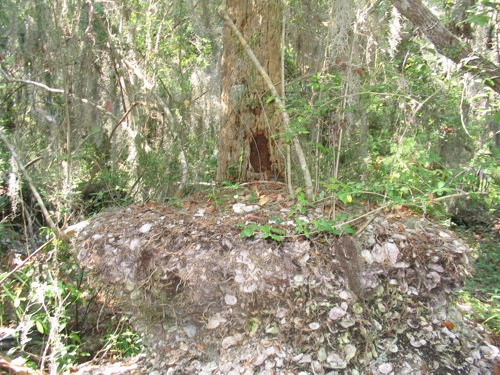
Un piccolo sambaqui nello stato della Florida, negli Stati uniti.

In America settentrionale, sono stati trovati alcuni sambaqui molto minori, a volte di meno di un metro di altezza, e con l'obiettivo di tracciare dei disegni che fossero visibili solo dall'alto. La maggiore concentrazione di questi siti archeologici si trova nella regione dei Grandi Laghi.